# Сен-Круа (Канада)
Сен-Круа (англ. Saint Croix) — парафія в Канаді, у провінції Нью-Брансвік, у складі графства Шарлотт.

## Населення
За даними перепису 2016 року, парафія нараховувала 657 осіб, показавши зростання на 6,7%, порівняно з 2011-м роком. Середня густина населення становила 8,4 осіб/км².
З офіційних мов обидвома одночасно володіли 45 жителів, тільки англійською — 610. Усього 10 осіб вважали рідною мовою не одну з офіційних.
Працездатне населення становило 61,4% усього населення, рівень безробіття — 12,9% (13,2% серед чоловіків та 12,1% серед жінок). 85,7% осіб були найманими працівниками, а 11,4% — самозайнятими.
Середній дохід на особу становив $33 896 (медіана $28 608), при цьому для чоловіків — $43 528, а для жінок $25 112 (медіани — $34 944 та $25 344 відповідно).
26,3% мешканців мали закінчену шкільну освіту, не мали закінченої шкільної освіти — 12,3%, 62,3% мали післяшкільну освіту, з яких 22,5% мали диплом бакалавра, або вищий.
| Статево-вікова структура населення | Статево-вікова структура населення | Статево-вікова структура населення | Статево-вікова структура населення | Статево-вікова структура населення |
| ---------------------------------- | ---------------------------------- | ---------------------------------- | ---------------------------------- | ---------------------------------- |
|                                    |                                    |                                    |                                    |                                    |
| Всього                             | Всього                             | 48,1%51,9%                         |                                    |                                    |
| 0 — 14 років                       | 0 — 14 років                       |                                    | 15,3%                              | 15,3%                              |
| 15 — 64 років                      | 15 — 64 років                      |                                    | 64,1%                              | 64,1%                              |
| 65 і більше                        | 65 і більше                        |                                    | 20,6%                              | 20,6%                              |
| 85 і більше                        | 85 і більше                        |                                    | 1,5%                               | 1,5%                               |
| Середній вік (років)               | Середній вік (років)               | 44,843,7                           | 44,2                               | 44,2                               |
| Медіана (років)                    | Медіана (років)                    | 49,546,3                           | 48,1                               | 48,1                               |
| — чоловіки — жінки                 |                                    |                                    |                                    |                                    |

| Походження мешканців:     | Походження мешканців:     | Походження мешканців: | Походження мешканців: | Походження мешканців: |
| ------------------------- | ------------------------- | --------------------- | --------------------- | --------------------- |
| Походження                |                           |                       | осіб                  | %                     |
| Корінні американці        | Корінні американці        |                       | 65                    | 9.56%                 |
| Інше північноамериканське | Інше північноамериканське |                       | 365                   | 53.68%                |
| Європейське               | Європейське               |                       | 470                   | 69.12%                |
| британське                | британське                |                       | 425                   | 62.5%                 |
| французьке                | французьке                |                       | 75                    | 11.03%                |
| українське                | українське                |                       | 35                    | 5.15%                 |
| Азійське                  | Азійське                  |                       | 20                    | 2.94%                 |

| Зайнятість населення за галузями (за класифікацією NOC): | Зайнятість населення за галузями (за класифікацією NOC): | Зайнятість населення за галузями (за класифікацією NOC): | Зайнятість населення за галузями (за класифікацією NOC): | Зайнятість населення за галузями (за класифікацією NOC): |
| -------------------------------------------------------- | -------------------------------------------------------- | -------------------------------------------------------- | -------------------------------------------------------- | -------------------------------------------------------- |
|                                                          |                                                          |                                                          |                                                          |                                                          |
| Управління                                               | Управління                                               |                                                          | 13,2%                                                    | 13,2%                                                    |
| Бізнес, фінанси та адміністрування                       | Бізнес, фінанси та адміністрування                       |                                                          | 5,9%                                                     | 5,9%                                                     |
| Природничі та прикладні науки                            | Природничі та прикладні науки                            |                                                          | 7,4%                                                     | 7,4%                                                     |
| Охорона здоров'я                                         | Охорона здоров'я                                         |                                                          | 7,4%                                                     | 7,4%                                                     |
| Освіта, правозахист, муніципальні та урядові служби      | Освіта, правозахист, муніципальні та урядові служби      |                                                          | 7,4%                                                     | 7,4%                                                     |
| Роздрібна торгівля та послуги                            | Роздрібна торгівля та послуги                            |                                                          | 20,6%                                                    | 20,6%                                                    |
| Гуртова торгівля, транспорт та обладнання                | Гуртова торгівля, транспорт та обладнання                |                                                          | 19,1%                                                    | 19,1%                                                    |
| Природні ресурси, сільське господарство                  | Природні ресурси, сільське господарство                  |                                                          | 7,4%                                                     | 7,4%                                                     |
| Виробництво                                              | Виробництво                                              |                                                          | 7,4%                                                     | 7,4%                                                     |

## Клімат
Середня річна температура становить 6,1°C, середня максимальна – 22,3°C, а середня мінімальна – -13°C. Середня річна кількість опадів – 1 184 мм.
| Клімат поселення                              | Клімат поселення | Клімат поселення | Клімат поселення | Клімат поселення | Клімат поселення | Клімат поселення | Клімат поселення | Клімат поселення | Клімат поселення | Клімат поселення | Клімат поселення | Клімат поселення | Клімат поселення |
| Показник                                      | Січ.             | Лют.             | Бер.             | Квіт.            | Трав.            | Черв.            | Лип.             | Серп.            | Вер.             | Жовт.            | Лист.            | Груд.            |                  |
| Середній максимум, °C                         | −1,14            | −0,12            | 4,43             | 10,53            | 16,22            | 20,89            | 22,31            | 22,28            | 17,88            | 12,36            | 7,02             | 0,47             |                  |
| Середня температура, °C                       | −7,06            | −6,03            | −1,47            | 4,62             | 10,32            | 14,98            | 18,13            | 18,12            | 13,72            | 8,20             | 2,86             | −3,67            |                  |
| Середній мінімум, °C                          | −12,96           | −11,93           | −7,38            | −1,28            | 4,40             | 9,06             | 13,99            | 13,98            | 9,57             | 4,06             | −1,28            | −7,83            |                  |
| Норма опадів, мм                              | 106              | 78               | 102              | 100              | 105              | 91               | 89               | 85               | 97               | 104              | 116              | 111              |                  |
| Середньомісячна швидкість вітру, м/с          | 4.86             | 4.92             | 4.96             | 4.66             | 4.31             | 3.94             | 3.48             | 3.37             | 3.86             | 4.36             | 4.78             | 4.94             |                  |
| Середньомісячна сонячна радіація, кДж/м²·день | 5437             | 8702             | 12343            | 15457            | 18367            | 20353            | 19999            | 17872            | 13446            | 8674             | 5226             | 4295             |                  |
| --------------------------------------------- | ---------------- | ---------------- | ---------------- | ---------------- | ---------------- | ---------------- | ---------------- | ---------------- | ---------------- | ---------------- | ---------------- | ---------------- | ---------------- |
| Джерело:                                      |                  |                  |                  |                  |                  |                  |                  |                  |                  |                  |                  |                  |                  |